# Chenani
Chenani é uma cidade e uma notified area committee no distrito de Udhampur, no estado indiano de Jammu e Caxemira.

## Demografia
Segundo o censo de 2001, Chenani tinha uma população de 2159 habitantes. Os indivíduos do sexo masculino constituem 55% da população e os do sexo feminino 45%. Chenani tem uma taxa de literacia de 80%, superior à média nacional de 59,5%; a literacia no sexo masculino é de 85% e no sexo feminino é de 73%. 12% da população está abaixo dos 6 anos de idade.